# Ullscarf Gill
Der Ullscarf Gill ist ein Wasserlauf im Lake District, Cumbria, England.
Der Ullscarf Gill entsteht östlich des Ullscarf und fließt in östlicher Richtung bis zu seiner Mündung in den Harrop Tarn.